# Han shot first

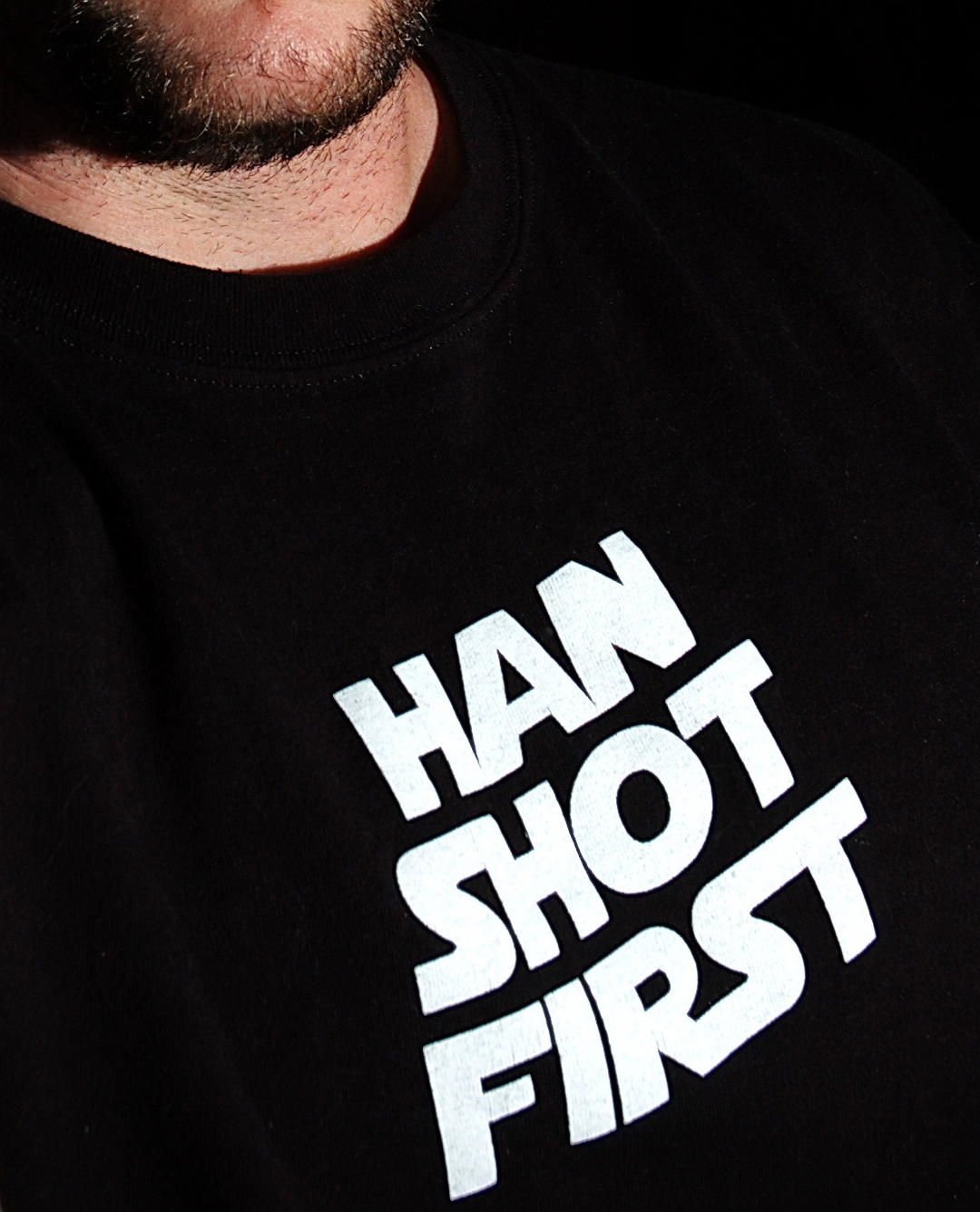
Camiseta con la inscripción «Han shot first».

«Han shot first» («Han disparó primero») es un lema que hace referencia a una controvertida modificación de una escena en la película de ciencia ficción Star Wars, de 1977, en la cual el personaje protagonista de Han Solo (Harrison Ford) es abordado por el cazarrecompensas Greedo (Paul Blake y Maria De Aragon con la voz de Larry Ward) en la cantina de Mos Eisley. En la versión original de la escena, Han dispara y mata a Greedo. Las versiones subsecuentes están editadas para que Greedo disparare primero a Han y falle. El director de Episodio IV, George Lucas, alteró la escena para darle a Solo más justificación para actuar en defensa propia. Muchos aficionados de la saga y críticos/analistas se oponen al cambio, pues opinan que el mismo debilita la personalidad de Solo.
En la película Han Solo: una historia de Star Wars hay referencias a esta larga controversia.

## Escena
Tras encontrarse en la cantina de Mos Eisley, Han y Greedo se sientan frente a frente en una mesa, donde se enzarzan en una discusión sobre el dinero que Solo debe al señor del crimen Jabba el Hutt por deshacerse de un cargamento de contrabando que debía entregar. Greedo se encuentra allí para llevar ante Jabba a Han, quien asegura que ya tiene el dinero. Greedo (quien habla un extraño lenguaje rodiano pero es entendible para Han Solo) le propone quedarse con el dinero a cambio de dejarlo marchar. Mientras la tensión aumenta, Greedo saca un bláster y encañona a Han, que permanece despreocupadamente sentado con las piernas cruzadas sobre la mesa. Con disimulo, Han desenfunda su propia pistola, ocultándola detrás de la pierna y bajo la mesa, y cuando Greedo decide acabar con Solo, este dispara con rapidez y mata al cazarrecompensas con un solo tiro debajo de la mesa.
En la versión original, Greedo moría sin realizar ningún disparo, pero en el reestreno de 1997, la escena había sido modificada para que fuese Greedo quien disparase primero y que Han respondiese al fuego después de que el sicario hubiera fallado. Por esto, la frase «Han shot first» es una réplica a la afirmación explícita de George Lucas de que Greedo disparó primero.
Con ocasión del lanzamiento en DVD de la película en 2004, la escena fue nuevamente modificada y los disparos eran efectuados casi al mismo tiempo y Solo esquivaba el disparo de Greedo. The Atlantic resumió que «en las versiones originales... está claro que Han Solo sacó su arma y disparó a Greedo, el cazarrecompensas. En la versión de 1997, Greedo dispara primero. En la versión de 2004, ambos disparan al mismo tiempo». Para el lanzamiento en Blu-ray de 2011, la escena de Solo y Greedo disparándose fue recortada en varios fotogramas.
La escena volvió a cambiar para la versión de Star Wars lanzada en el servicio de transmisión de Disney, Disney+, el 12 de noviembre de 2019. En esta versión, Greedo dice una línea transcrita por los fanes como «maclunkey» o «ma klounkee» antes de disparar a Han. La línea pudiera ser una amenaza hablada en un idioma ficticio, pues así se usa en La amenaza fantasma. Además, el contraplano de Greedo siendo asesinado fue eliminado. Lucas introdujo los cambios antes de que Disney adquiriera los derechos de Star Wars en 2012.
Según Paul Blake, la escena fue creada como resultado de que Lucas tuviera que editar la misma con fuertes efectos especiales, en la que presenta a Jabba el Hutt, debido a preocupaciones de presupuesto y calendario. La versión original de la escena de Greedo ha ido creciendo en fama hasta ser considerada icónica, mientras que la escena de Jabba, que se restauró para la edición especial en lanzamientos posteriores, es considerada esencialmente superflua.

## Críticas
El creador de Star Wars, George Lucas, justificó el cambio afirmando que quería dejar claro al público joven que Han no había tenido otra opción que disparar a Greedo. Dicha justificación resultó insatisfactoria para muchos fanes de la trilogía, y la cólera de estos generó una petición en línea exigiendo la restauración de la escena original. La principal objeción era que la escena alteraba la imagen de personaje moralmente ambiguo que Han representaba, haciendo su posterior transición a antihéroe menos significativa. Otros argumentaron que la acción de Han ya estaba justificada en la escena original, pues Greedo había declarado explícitamente que su intención era matar a Han y, por tanto, la rápida reacción de este había sido necesaria para salvar la vida. Además, la posibilidad de que Greedo, un cazarrecompensas experimentado, fallase un blanco a la distancia de un metro y medio escaso era inverosímil, no solo por su improbabilidad, sino también por haber sido representada de manera torpe.
Desde la edición especial, hubo dos lanzamientos en DVD. En el de 2004, la escena había sido alterada otra vez. En esta nueva versión, Greedo seguía disparando antes que Han y volvía a fallar, pero el cronometraje había sido alterado para que ambos disparos ocurrieran casi al mismo tiempo y para mostrar a Han esquivando el disparo inclinándose ligeramente hacia un lado. Por su parte, en el lanzamiento de 2006 ambas versiones estaban incluidas, con la versión extendida respetando la escena original. Al anunciar el doble DVD, Lucasfilm hizo mención a la escena diciendo «y sí, ved que Han Solo disparó primero».
En el lanzamiento en Blu-ray de 2011, la versión de 2004 había sido reforzada con algunos fotogramas.
En una entrevista en 2012 con The Hollywood Reporter, Lucas contradijo sus anteriores comentarios anunciando que Greedo siempre había disparado primero, sosteniendo que un mal enfoque de la escena y la imprecisa percepción de la audiencia habían sido los causantes de toda la confusión: «La controversia sobre quién disparó primero, si Greedo o Han Solo, en Episodio IV... Lo que hice fue intentar despejar la confusión, pero obviamente eso disgustó a muchas personas que querían ver a Solo como un asesino a sangre fría, lo que realmente no era. Todo estaba en primeros planos y era complicado ver quién lo hizo. Puse un plano más amplio de manera que quedase claro que Greedo es quien disparó primero, pero todo el mundo quería pensar que Han disparó primero, porque querían pensar que lo abatió sin más».
En un borrador del libreto original, no se hace mención a que Greedo dispare en absoluto, únicamente Han Solo. En 2015, una réplica de un borrador temprano de Star Wars fue descubierta en el archivo de la biblioteca de la Universidad de Nuevo Brunswick. En el borrador, con fecha del 15 de marzo de 1976, Han dispara primero.
Paul Blake, quien interpretó a Greedo, declaró en una entrevista en 2016: «Por supuesto, lo decía todo en el libreto original, interpretamos la escena en inglés y al final de la escena dice "Han le dispara al alien". Es todo lo que dice y eso es lo que pasó. Fue muy doloroso». Blake sentía que el hecho de que Greedo disparara y fallara contra Solo a una distancia tan corta lo hacía parecer un inepto y que Greedo se lleva más gloria si «simplemente es liquidado». Un experto legal argumentó que el comportamiento de Greedo constituyó una amenaza directa y que claramente justificaría una acción preventiva en autodefensa en los Estados Unidos. En 2014, cuando los fanes le preguntaron quién disparó primero, el actor Harrison Ford, que interpreta a Han, contestó: «No sé y no me importa».
 

En una entrevista de 2015, Lucas dijo:
«Han Solo iba a casarse con Leia, y te pones a pensar y dices "¿Debería ser un asesino a sangre fría?". Porque estaba pensando, mitológicamente, ¿debería ser un vaquero, debería ser un John Wayne? Y me dije "Sí, debería ser un John Wayne". Y cuando eres John Wayne, no le disparas a la gente [primero], dejas que te disparen primero. Es una verdad mitológica a la que esperamos que nuestra sociedad preste atención».
Sobre la adición de 2019 de una línea de diálogo adicional, Blake comentó:

No entendí ni una sola palabra. (ríe) Me confundió increíblemente, pero de todas formas nunca he entendido nada de las películas, en particular eso. En la convención de la que acabo de llegar, recibí millones de opiniones de todos. ¡Vaya con la nueva palabra!